# Bożepole Szlacheckie
Bożepole Szlacheckie [bɔʐɛˈpɔlɛ ʂlaˈxɛt͡skʲɛ] es un pueblo ubicado en el distrito administrativo de Gmina Stara Kiszewa, dentro del Condado de Kościerzyna, Voivodato de Pomerania, en Polonia del norte. Se encuentra aproximadamente a 5 kilómetros al este de Stara Kiszewa, a 23 kilómetros al sureste de Kościerzyna, y a 51 kilómetros al suroeste de la capital regional Gdańsk.
Para detalles de la historia de la región, véaseHistoria de Pomerania.
El pueblo tiene una población de 114 habitantes.